# Semiothisa discata
Semiothisa discata är en fjärilsart som beskrevs av William Schaus 1901. Semiothisa discata ingår i släktet Semiothisa och familjen mätare. Inga underarter finns listade i Catalogue of Life.